# Kadaj
Kadaj is een van de hoofdpersonages uit de sci-fi animatiefilm Final Fantasy VII: Advent Children geproduceerd door Square Enix.
Hij wordt vaak de kloon van Sephiroth genoemd vanwege zijn uiterlijk (leren outfit, zilver kleurig haar, groen/blauwe ogen en ook het feit dat hij een dubbelzwaard hanteert genaamd Souba) hoewel Tetsuya Namura hier helemaal geen bevestiging voor heeft gegeven. Er is vrijwel niks bekend over Kadaj of zijn twee metgezellen Yazoo en Loz. Het enige wat bekend is dat hij tussen de 16 en 19 jaar is, zo heeft Tetsuya Namura vermeld in een interview.

## Spoilers
Pas op! Nu volgen spoilers van de film Final Fantasy VII: Advent Children die te maken hebben met Kadaj.
Kadaj is erop gefocust om samen met Yazoo en Loz 'Mother' terug te krijgen van Shin-ra. Hiermee wil hij het plan voortzetten waar Sephiroth twee jaar geleden aan begonnen was. Na Tseng en Elena aangevallen te hebben in de Nothern Crater om zo 'Mother' te bemachten waren Shin-ra ze nog te snel af. Yazoo en Loz vallen Cloud aan omdat hij misschien zou weten waar ze Jenova konden vinden terwijl Kadaj belt met The President; Rufus.
Nu worden de drie opgesplitst. Kadaj gaat naar Rufus om hem nogmaals te vragen waar Jenova is en dreigt met Geostigma, een ziekte die de wereld nu teistert en 'The Reunion', een gebeurtenis waar Sephiroth waarschijnlijk weer terug zou komen en alsnog zijn plan kan doorzetten. Rufus weigert echter om iets te vertellen met betrekking tot Jenova.
Loz komt terug met een enorme kist met Materia en Kadaj consumeert er een die hij later gebruikt als hij Rufus opnieuw aanspreekt. Dit keer in een gebouw dat uitkijkt op een plein waar Yazoo en Loz een beeld proberen om te trekken omdat ze denken dat daaronder Jenova ligt. Kadaj vertelt Rufus wat meer over wat er zou gebeuren met 'The Reunion' en roept Bahamut op; een gigantische draak. Rufus staat op en zegt dat een goed kind zou weten waar zijn moeder is en laat onder het laken zien waar Jenova de hele film tot nu toe onder heeft gezeten. Rufus valt van het gebouw na een explosie en laat de doos met Jenova cellen vallen. Kadaj springt erachteraan en krijgt de doos in zijn handen. Snel springt hij op zijn motor. Na een achtervolging van motors met Yazoo, Loz, Cloud en Kadaj, eindigt Kadaj in de kerk van Aerith. Hij huilt totdat Cloud ook de kerk in komt rijden en snel racen ze naar ruïnes waar ze uiteindelijk gaan vechten. Kadaj verliest de doos en springt er weer achteraan. Nu pakt hij de doos vast en zegt "Now you will see my Reunion." Hij mengt zichzelf met de cellen van Jenova en verandert in Sephiroth. Cloud schrikt maar vecht alsnog tegen zijn oude aartsrivaal. Hij verslaat Sephiroth en met de bekende woorden "I won't be just a mere memory" klapt Sephiroth zijn zwarte vleugel om hem heen en verandert terug in Kadaj die zwaargewond op de grond valt. Kadaj probeert nog een laatste keer aan te vallen maar valt bij Cloud in zijn armen. Na Aeriths stem gehoord te hebben en denkende dat het Jenova is, lost hij op in de regen die op de aarde neerkomt.